# Rhyacophila isolata
Rhyacophila isolata är en nattsländeart som beskrevs av Banks 1934. Rhyacophila isolata ingår i släktet Rhyacophila och familjen rovnattsländor. Inga underarter finns listade i Catalogue of Life.